# Lissodesmus orarius
Lissodesmus orarius is een miljoenpotensoort uit de familie van de Dalodesmidae. De wetenschappelijke naam van de soort is voor het eerst geldig gepubliceerd in 2006 door Mesibov.